# James Cromwell
James Oliver Cromwell (født 27. januar 1940) er en amerikansk skuespiller, bl.a. kendt for sin Oscarnominerede rolle i Babe - den kække gris.
James Cromwell er desuden kendt for sin medvirken i den populære amerikanske tv-serie Six Feet Under.

## Udvalgt filmografi
- Revenge of the Nerds (1984)
- Pink Cadillac (1989)
- Babe - den kække gris (1995)
- Eraser (1996)
- First contact (1996)
- Folket mod Larry Flynt (1996)
- L.A. Confidential (1997)
- Species 2 (1998)
- Deep Impact (1998)
- Babe 2 - den kække gris kommer til byen (1998)
- Generalens datter (1999)
- The Bachelor (1999)
- Den Grønne Mil (1999)
- Space Cowboys (2000)
- The Sum of All Fears (2002)
- I, Robot (2004)
- The Longest Yard (2005)
- The Queen (2006)
- Becoming Jane (2007)
- Spider-Man 3 (2007)
- W. (2008)